# Estadio Huancayo
Estadio Huancayo – stadion wielofunkcyjny, znajdujący się w Huancayo w Peru. Swoje mecze rozgrywają na nim zespoły Sport Huancayo oraz Deportivo Junín, sporadycznie także Deportivo Wanka i Meteor Junin. Stadion może pomieścić 20 000 widzów.